# 相川賢太郎
相川 賢太郎（あいかわ けんたろう、1927年6月8日 - 2023年1月17日）は、日本の経営者。三菱重工業社長、会長を務めた。

## 来歴・人物
長崎県長崎市出身。1951年に東京大学工学部機械工学科を卒業し、同年に西日本重工業（のちの三菱重工業）に入社した。1975年6月に取締役に就任し、常務、副社長を経て、1989年6月には社長に就任した。1995年6月から会長を務めた。社長在任時には、社長権限を強化し、徹底した合理化を進めたことで「ミスターコストダウン」と呼ばれた。地熱発電プラント開発の第一人者としても知られる。
三菱自動車工業取締役、三菱商事取締役、日本造船工業会会長、日本機械工業連合会会長なども歴任した。
1978年に科学技術功労者の表彰を受け、1988年4月には紫綬褒章を受章した。
2023年1月17日未明、腎不全のため、死去。95歳没。
長男は元三菱自動車工業社長の相川哲郎。次男は大成建設社長の相川善郎。